# Nele De Vos
Nele De Vos (Tongeren, 25 september 1992) is een Belgisch karateka. 

## Levensloop
Nele traint in de Hasseltse club Fighting Karate. De Vos studeert communicatiemanangement aan Hogeschool PXL te Hasselt. Nele kon haar stage tijdens de opleiding communicatiemanagement doen bij kledingbedrijf JBC te Houthalen.  

## Palmares

### 2010
- EK juniores +59kg

### 2011
- 9e EK -21jaar +60kg
- Krokoyama Cup -60kg
- 7e EK seniores -61kg
- Belgian Open -61kg

### 2012
- 9e EK -21jaar -60kg
- Belgian Open -61kg
- 3e plaats Austrian Open Premier League K1 -61kg

### 2013
- Belgisch kampioene -61kg
- Vlaams Kampioene
- Krokoyama Cup open klasse
- 3e plaats German Open Premier League K1 -61kg
- 5e plaats Dutch Open Premier League K1 -61kg
- 5e plaats Austrian Open Premier League K1 -61kg
- 3e plaats Premier League ranking -61kg
- 6e plaats wereldranking -61kg

### 2014
- Belgisch kampioene -61kg
- Vlaams Kampioene

### 2015
- 5e plaats Open de Paris Premier League K1  -61kg
- 7e EK -61kg
- BK -61kg
- groepsfase Europese Spelen Baku -61kg; 5e plaats
- 1e plaats Coupe De France senioren par équipe

### 2016
- Vlaams Kampioene

Vanaf 2016 verschillende podia op internationale wedstrijden waaronder enkele 3e plaatsen op Premier Leagues.
Eveneens ook sinds 2016 jaarlijks de houder van de Belgische titel tot op dit moment (2019). 
In 2018 gedurende 9 maanden een contract als topsporter bij 'Sport Vlaanderen' doch sinds maart 2019 niet meer.
Op de wereldranking bijna steeds top 50 en ook op de Olympische ranking top 50 waardoor ze waarschijnlijk kan deelnemen aan het Olympisch kwalificatietornooi in mei 2020 waardoor ze momenteel als enige Limburgse karateka in de running is voor deelname aan de Olympische Spelen in Tokyo 2020. 
Als parttime werkende karateka betaald ze momenteel alles zelf, na het wegvallen van de steun van 'Sport Vlaanderen', en deze kosten lopen erg hoog op gezien de internationale wedstrijdkalender met Premier League en Serie A kampioenschappen over de gehele wereld (Moskou, Tokyo, Chili, Dubai, ...)